# Charles Rosekrans
Charles Rosekrans  (né le 4 août 1934 à San Francisco, mort le 8 septembre 2009 à Houston) est un chef d'orchestre américain.
il dirige notamment le Houston Grand Opera jusqu'en 1975. Il se suicide en se jetant du 8e étage d'un centre médical.
Il dirige en Angleterre, en Hongrie et en Russie. Ses enregistrements comprennent des disques avec Renata Scotto. Il dirige la première de The Seagull de Thomas Pasatieri.